# Hero (bài hát của Enrique Iglesias)
"Hero" là một bài hát của nghệ sĩ thu âm người Tây Ban Nha Enrique Iglesias nằm trong album phòng thu tiếng Anh thứ hai của anh, Escape (2001). Nó được phát hành vào ngày 13 tháng 8 năm 2001 như là đĩa đơn đầu tiên trích từ album bởi Interscope Records. Bài hát được viết lời bởi Iglesias, Paul Barry và Mark Taylor, những người đã tạo nên thành công cho những bản hit trước đó của nam ca sĩ như "Bailamos" và "Be with You", trong khi phần sản xuất được đảm nhiệm bởi Taylor. Đây là một bản Latin pop và soft rock với nội dung thể hiện ý nghĩa trong tình yêu, trong đó chàng trai mong muốn trở thành người hùng trong tình yêu của anh. Một phiên bản tiếng Tây Ban Nha của bài hát cũng được phát hành, với tựa đề "Héroe".
Sau khi phát hành, "Hero" nhận được những phản ứng tích cực từ các nhà phê bình âm nhạc, trong đó họ đánh giá cao quá trình sản xuất cũng như nội dung lời bài hát của nó. Bài hát cũng gặt hái những thành công vượt trội về mặt thương mại, đứng đầu các bảng xếp hạng ở Úc, Canada, Ireland, Tây Ban Nha, Thụy Sĩ và Vương quốc Anh, và lọt vào top 10 ở hầu hết những quốc gia nó xuất hiện, bao gồm vươn đến top 5 ở nhiều thị trường lớn như Đan Mạch, Đức, Ý, Hà Lan, New Zealand, Na Uy và Thụy Điển. Tại Hoa Kỳ, "Hero" đạt vị trí thứ ba trên bảng xếp hạng Billboard Hot 100, trở thành đĩa đơn thứ ba trong sự nghiệp của Iglesias lọt vào top 5 tại đây.
Video ca nhạc cho "Hero" được đạo diễn bởi Joseph Kahn, trong đó Iglesias hóa thân thành một tên tội phạm đang chạy trốn với bạn gái của anh (do Jennifer Love Hewitt thủ vai) và bị truy bắt bởi kẻ thù của anh (do Mickey Rourke thủ vai). Một phiên bản khác ít bạo lực hơn của video cũng được phát hành, với một số thay đổi ở đoạn kết để phù hợp phát sóng ở một số quốc gia. Nó đã nhận được bốn đề cử tại giải Video âm nhạc của MTV năm 2002, nhưng không thắng giải nào. Để quảng bá bài hát, Iglesias đã trình diễn "Hero" trên nhiều chương trình truyền hình và lễ trao giải lớn, bao gồm Top of the Pops, Wetten, dass..?, giải thưởng Âm nhạc Thế giới năm 2002 và buổi hòa nhạc từ thiện cho sự kiện 11 tháng 9 America: A Tribute to Heroes, cũng như trong tất cả những chuyến lưu diễn trong sự nghiệp của anh. Được ghi nhận là bài hát trứ danh trong sự nghiệp của nam ca sĩ, bài hát đã xuất hiện trong nhiều tác phẩm truyền hình và điện ảnh, và được hát lại và sử dụng làm nhạc mẫu bởi nhiều nghệ sĩ, trong đó nổi bật là 50 Cent và dàn diễn viên của Glee.

## Danh sách bài hát
Đĩa CD tại châu Âu
1. "Hero" (radio chỉnh sửa) – 4:12
2. "Be with You" (Thunderpuss Radio phối) – 3:55

Đĩa CD #1 tại Anh quốc
1. "Hero" (bản album) – 4:25
2. "Hero" (Metro phối - bản tiếng Anh) – 4:16
3. "Bailamos" (bản album) – 3:32
4. "Hero" (video ca nhạc) – 4:24

Đĩa CD #2 tại Anh quốc
1. "Hero" (radio chỉnh sửa) – 4:12
2. "Be With You" (Thunderpuss Radio phối) – 3:55
3. "Héroe" (Spanish Metro phối) – 4:17

## Xếp hạng
| Bảng xếp hạng (2001-02)                                           | Vị trí cao nhất |
| ----------------------------------------------------------------- | --------------- |
| Úc (ARIA)                                                         | 1               |
| Áo (Ö3 Austria Top 40)                                            | 3               |
| Bỉ (Ultratop 50 Flanders)                                         | 2               |
| Bỉ (Ultratop 50 Wallonia)                                         | 19              |
| Brazil (ABPD)                                                     | 10              |
| Canada (Canadian Singles Chart)                                   | 1               |
| Đan Mạch (Tracklisten)                                            | 5               |
| Châu Âu (European Hot 100 Singles)                                | 3               |
| Pháp (SNEP)                                                       | 43              |
| Đức (Official German Charts)                                      | 3               |
| Ireland (IRMA)                                                    | 1               |
| Ý (FIMI)                                                          | 4               |
| Hà Lan (Dutch Top 40)                                             | 3               |
| Hà Lan (Single Top 100)                                           | 2               |
| New Zealand (Recorded Music NZ)                                   | 3               |
| Na Uy (VG-lista)                                                  | 3               |
| Ba Lan (Polish Singles Chart)                                     | 1               |
| Bồ Đào Nha (Portuguese Singles Chart)                             | 1               |
| Romania (Romanian Top 100)                                        | 1               |
| Scotland (OCC)                                                    | 1               |
| Tây Ban Nha (PROMUSICAE)                                          | 1               |
| Thụy Điển (Sverigetopplistan)                                     | 3               |
| Thụy Sĩ (Schweizer Hitparade)                                     | 1               |
| Anh Quốc (OCC)                                                    | 1               |
| Hoa Kỳ Billboard Hot 100                                          | 3               |
| Hoa Kỳ Adult Contemporary (Billboard)                             | 1               |
| Hoa Kỳ Adult Pop Airplay (Billboard)                              | 12              |
| Hoa Kỳ Dance Club Songs (Billboard)                               | 1               |
| Hoa Kỳ Hot Latin Songs (Billboard) Bản tiếng Tây Ban Nha: "Héroe" | 1               |
| Hoa Kỳ Pop Airplay (Billboard)                                    | 2               |
| Hoa Kỳ Rhythmic (Billboard)                                       | 30              |

| Bảng xếp hạng                        | Vị trí |
| ------------------------------------ | ------ |
| Ireland (IRMA)                       | 7      |
| UK Singles (Official Charts Company) | 214    |

| Bảng xếp hạng (2001)                 | Vị trí |
| ------------------------------------ | ------ |
| Australia (ARIA)                     | 72     |
| Austria (Ö3 Austria Top 40)          | 27     |
| Belgium (Ultratop 50 Flanders)       | 50     |
| Denmark (Tracklisten)                | 39     |
| Europe (European Hot 100 Singles)    | 63     |
| Germany (Official German Charts)     | 32     |
| Italy (FIMI)                         | 28     |
| Netherlands (Dutch Top 40)           | 64     |
| Netherlands (Single Top 100)         | 16     |
| Norway Autumn Period (VG-lista)      | 8      |
| Romania (Romanian Top 100)           | 55     |
| Sweden (Sverigetopplistan)           | 12     |
| Switzerland (Schweizer Hitparade)    | 13     |
| US Billboard Hot 100                 | 99     |
| Bảng xếp hạng (2002)                 | Vị trí |
| Australia (ARIA)                     | 9      |
| Austria (Ö3 Austria Top 40)          | 22     |
| Belgium (Ultratop 50 Flanders)       | 50     |
| Europe (European Hot 100 Singles)    | 12     |
| Germany (Official German Charts)     | 53     |
| Ireland (IRMA)                       | 2      |
| Netherlands (Dutch Top 40)           | 82     |
| Netherlands (Single Top 100)         | 32     |
| New Zealand (Recorded Music NZ)      | 26     |
| Norway Winter Period (VG-lista)      | 13     |
| Switzerland (Schweizer Hitparade)    | 27     |
| UK Singles (Official Charts Company) | 3      |
| US Billboard Hot 100                 | 22     |
| US Adult Contemporary (Billboard)    | 1      |
| Bảng xếp hạng (2003)                 | Vị trí |
| US Adult Contemporary (Billboard)    | 18     |

| Bảng xếp hạng (2000-09)              | Vị trí |
| ------------------------------------ | ------ |
| Australia (ARIA)                     | 45     |
| Netherlands (Single Top 100)         | 28     |
| UK Singles (Official Charts Company) | 17     |
| US Adult Contemporary (Billboard)    | 5      |

## Chứng nhận
| Quốc gia | Chứng nhận  | Số đơn vị/doanh số chứng nhận |
| --- | ----------- | ----------------------------- |
| Úc (ARIA) | 2× Bạch kim | 140.000^                      |
| Áo (IFPI Áo) | Vàng        | 20.000*                       |
| Bỉ (BEA) | Vàng        | 7,500*                        |
| Đức (BVMI) | Vàng        | 150.000*                      |
| Na Uy (IFPI) | Bạch kim    | 20.000*                       |
| Thụy Điển (GLF) | Bạch kim    | 30.000^                       |
| Thụy Sĩ (IFPI) | Bạch kim    | 40.000^                       |
| Anh Quốc (BPI) | Bạch kim    | 1,142,267                     |
| * Chứng nhận dựa theo doanh số tiêu thụ. ^ Chứng nhận dựa theo doanh số nhập hàng. ‡ Chứng nhận dựa theo doanh số tiêu thụ và phát trực tuyến. |             |                               |